# Vinícius Bergantin
Vinícius Bergantin (Salto, 31 luglio 1980) è un allenatore di calcio ed ex calciatore brasiliano di origini italiane, di ruolo difensore, tecnico del Ferroviária.